# If I Were Sorry
«If I were Sorry» (с англ. — «Если бы я сожалел») — песня шведского певца Франса, с которой тот представлял Швецию на конкурсе Евровидение-2016, проведённом в Стокгольме. Песня была написана Франсом вместе с Фредриком Андерссоном, Михаэлем Сакселем и Оскаром Фогельстромом. Песня приняла участие в Melodifestivalen 2016, где прошла в финал с четвёртого места. Позже она победила в финале, набрав 156 баллов, тем самым получив право представлять Швецию на конкурсе песни Евровидение-2016 в Стокгольме, где впоследствии займёт пятое место. В течение нескольких недель после выхода в финал конкурса Melodifestivalen песня занимала первые места в чартах Spotify Viral в Швейцарии, Тайване, Исландии, Уругвае, Чехии, Великобритании, Испании, США, Норвегии, Франции, Дании, Турции и Германии.

## Участие в конкурсах
Песня «If I Were Sorry» участвовала в четвёртом туре конкурса Melodifestivalen 2016, который состоялся 27 февраля 2016 года на арене Gavlerinken в Евле. Песня стала пятой из семи конкурсных выступлений и напрямую прошла в финал конкурса как одна из двух песен, получивших наибольшее количество телефонных голосов. 12 марта во время финала, проходившего на Френдс Арена в Сольне, выступление Франса стало десятым из двенадцати конкурсных выступлений, а песня «If I Were Sorry» победила в конкурсе, набрав 156 голосов, получив наибольшее количество голосов публики и второе место по количеству голосов международного жюри.
Благодаря победе на конкурсе предыдущего года и статусу принимающей страны, Швеция автоматически прошла в финал конкурса Евровидение-2016, который состоялся 14 мая в Стокгольме. Песня «If I Were Sorry» была исполнена на девятом месте из 26 конкурсных произведений, и Франс впоследствии заняла пятое место, получив в общей сложности 261 балл, 139 баллов от публики (включая максимальные 12 баллов от Дании и Исландии) и 122 балла от жюри (включая максимальные 12 баллов от Чехии, Эстонии и Финляндии).